# Virserums konsthall

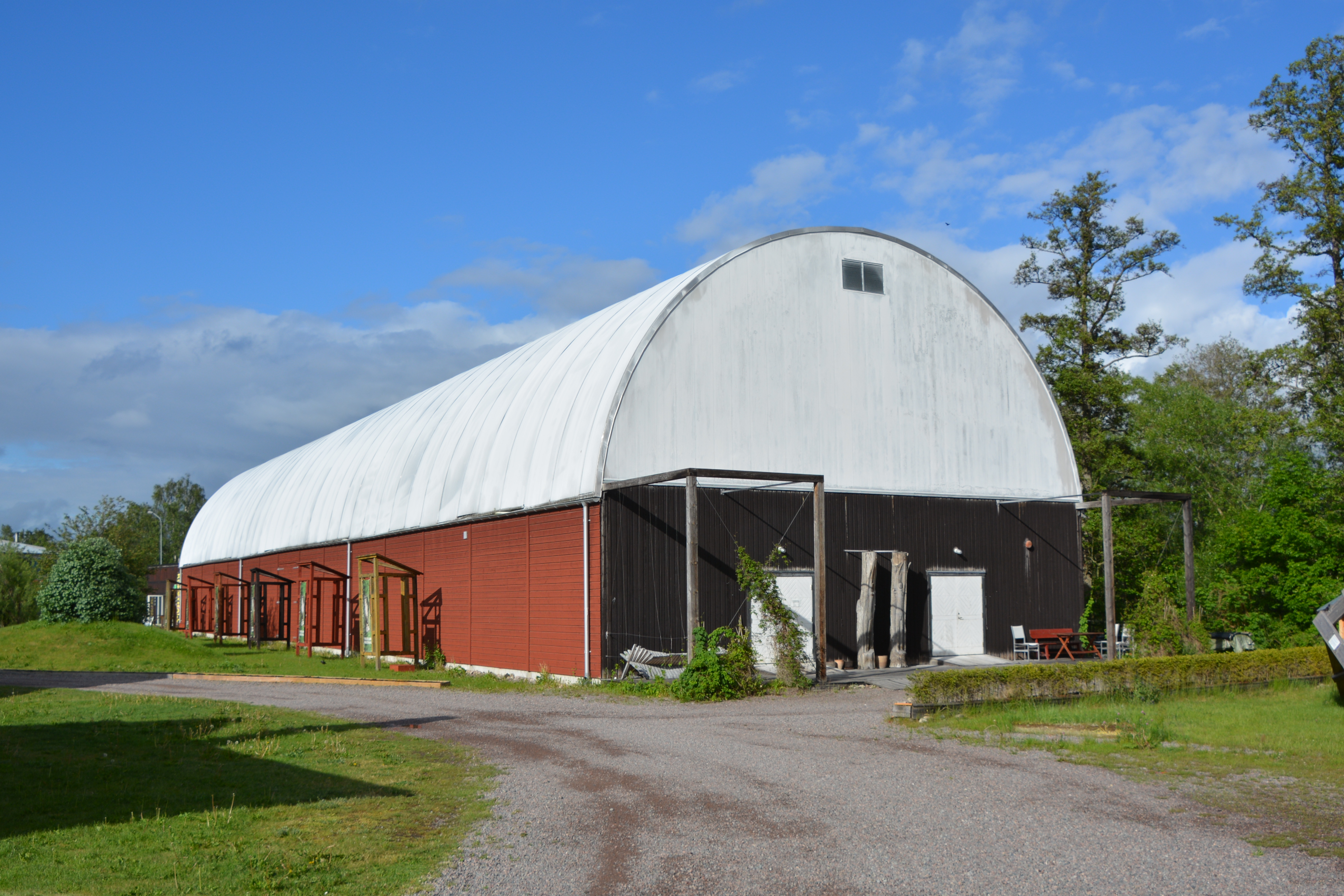
Pappershuset, Virserums konsthall.

Virserums konsthall, som ligger i "Pappershuset" från 2004  O.E. Ekelunds snickerifabrik tidigare  fabriksområde, är en konsthall i Virserum i Hultsfreds kommun. Konsthallen grundades 1998 med syftet att ge plats i offentligheten åt vanliga människors berättelser och bilder. Den drivs av en ideell förening och är sedan 2013 en regional kulturorganisation i Kalmar län.

## Verksamhet
Konsthallen arbetar med antropologisk konst i installationsform. Centrala frågor för de utställningar som konsthallen producerar är: Vem är jag?, Vart är jag på väg? och Hur blev det så här?
Virserums konsthall har gjort sig känd för vad som brukar kallas ett "underifrånperspektiv". Konst, utbildningsverksamhet och kopplingen till skog och trä är grunder för verksamheten. 
Sedan 2004 har Konsthallen vart tredje år genomfört temautställningar om trä, med fokus på träbyggnadskonst och arkitektur. Konsthallen har vid fyra tillfällen, senast 2013, arrangerat Träbiennalen. Under senare år har detta varit förenat med en internationell konferens kring "nödvändighetens arkitektur". Andra återkommande utställningsteman har varit "Textilsommar" och "Byarna". 
Grundare, chef för konsthallen och konstnärlig ledare var till och med 2013 Henrik Teleman,. Han efterträddes 2014 av Annika Eriksson, som bland annat varit producent för konsthallens utställningar TRÄ 2013, Danztajm och Textilsommar.

## Lokaler
Konsthallen ligger i östra delen av Virserum intill Virserumsån på området Dackestop. Där finns också Virserums möbelindustrimuseum, Konst- och konsthantverksföreningen Stinsen, Sveriges telemuseum, Gillbergs smedja och Örtagården, samt café och turistbyrå.
Konsthallen fanns tidigare i flera lokaler i den äldre bebyggelsen på området, men sedan 2004 är verksamheten samlad i den dånyuppförda byggnaden "Pappershuset".